# Michael Edwards (aktor)
Michael David Edwards (ur. 16 września 1944 w Pensacoli) – amerykański aktor i model. 
Wystąpił w roli dorosłego generała Johna Connora w filmie Terminator 2: Dzień sądu (1991). Chociaż jego postać w tym filmie była krótko obecna na ekranie, to jednak zapadła w pamięć. W 2021, po 30 latach ponownie wcielił się w tę postać w filmie krótkometrażowym Skynet.

## Życiorys
Urodził się w Pensacoli na Florydzie. W latach 1962–1966 służył w piechocie morskiej. 
Rozpoczął karierę jako topowy model, zanim w 1972 zadebiutował w roli aktorskiej jako Rick Lacy w dramacie Graj jak z nut (Play It As It Lays, 1972) opartym na powieści Joan Didion z Tuesday Weld i Anthonym Perkinsem. 

## Życie prywatne
Ze związku z Grace ma córkę Caroline (ur. 1967). W latach 1977–1984 był związany z Priscillą Presley. 1 sierpnia 1988 wydał książkę o ich romansie zatytułowaną Priscilla, Elvis and Me. Po latach Lisa Marie Presley ujawniła, że od kiedy skończyła 12 lat, była przez niego molestowana.

## Wybrana filmografia
- 1991: Terminator 2: Dzień sądu – dorosły John Connor
- 1992: Beverly Hills, 90210 – Grip
- 1993: Frasier – Almond